# Erschließung (Gebäude)

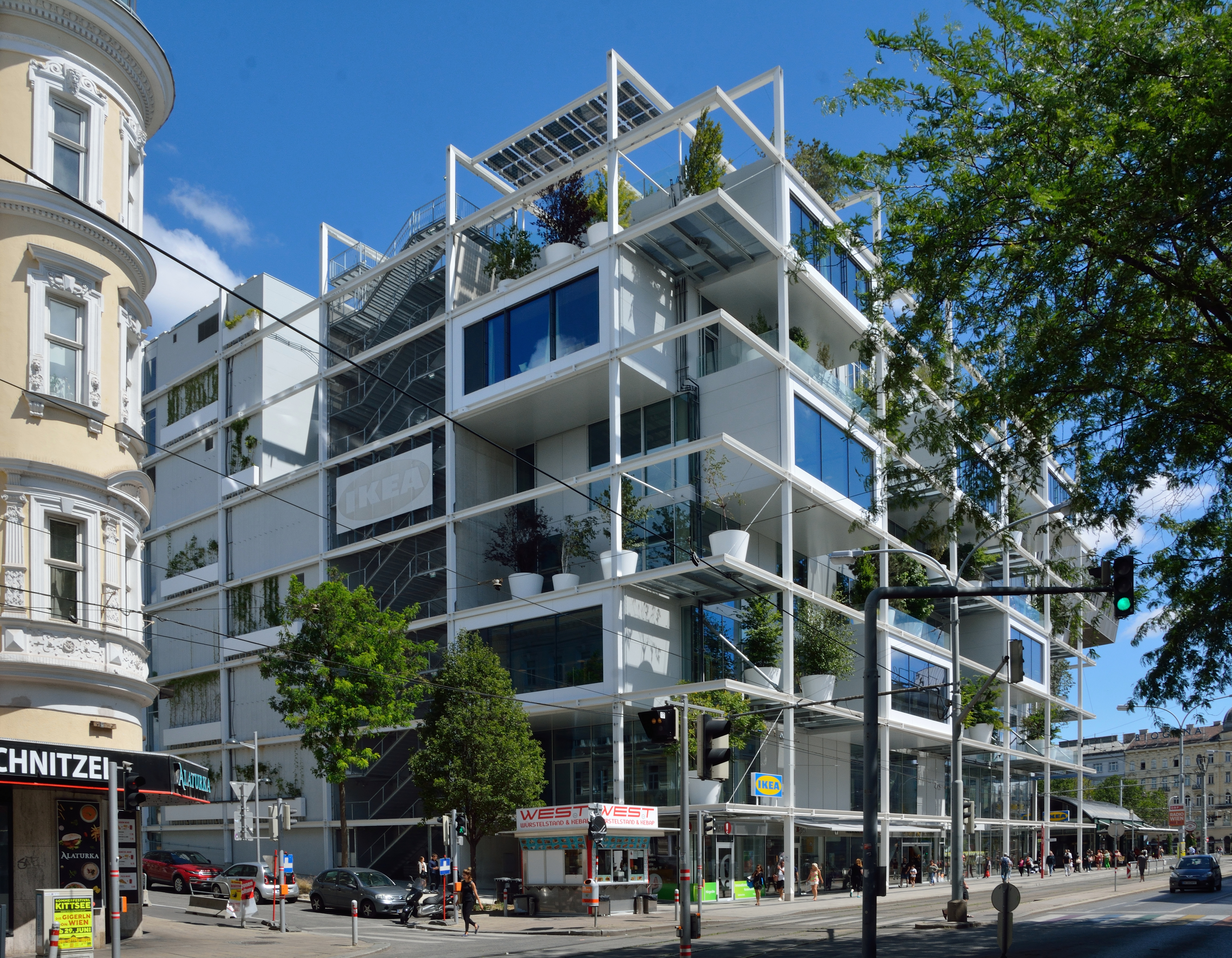
Die meisten Treppen sowie Fahrstühle und vertikale Leitungswege verlaufen im Stahlskelett vor der Fassade des Ikea-Gebäudes am Wiener Westbahnhof nach oben.

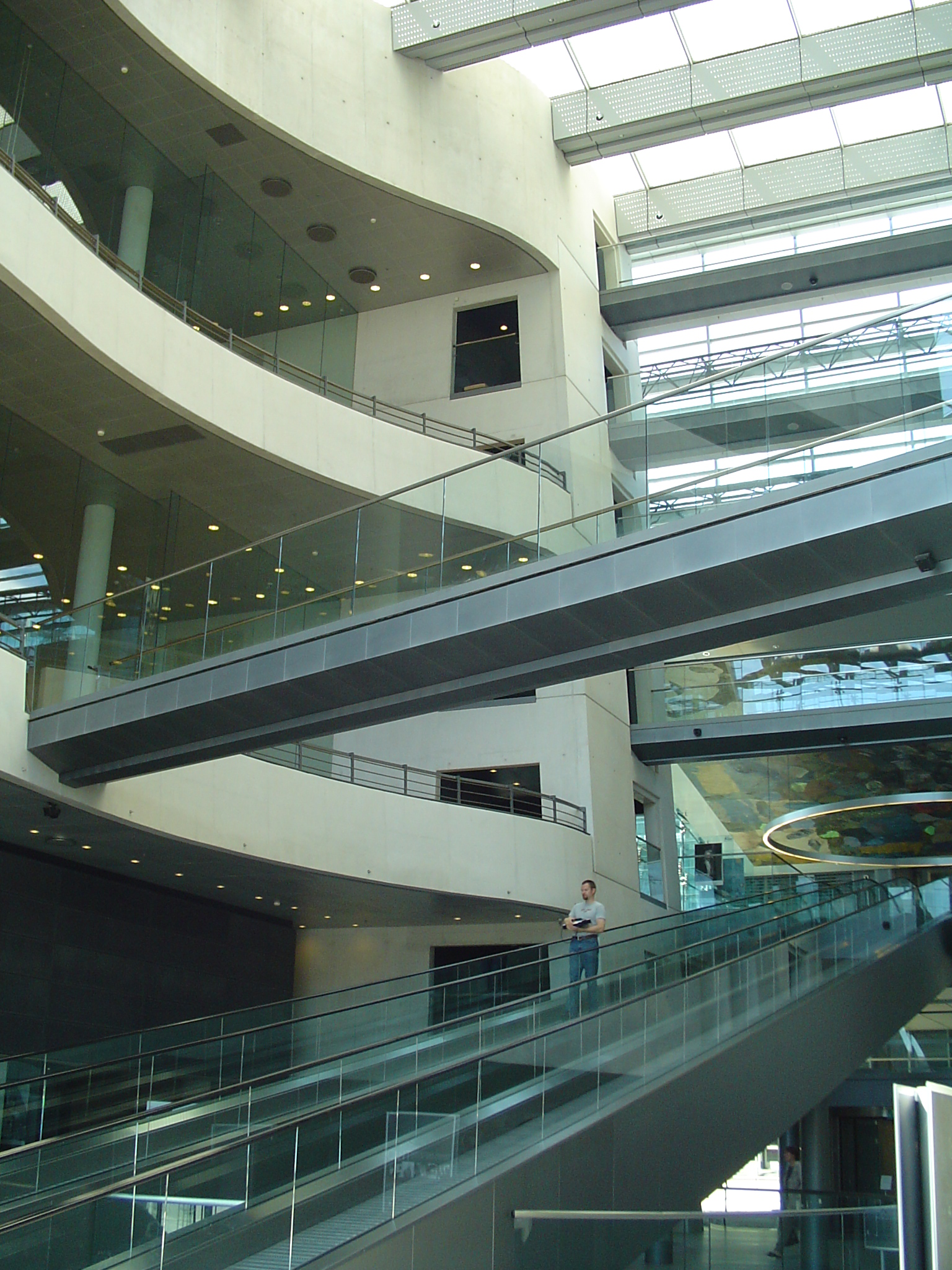
Fahrsteige und Galerien in einem Atrium (Den Sorte Diamant, Kopenhagen, Dänemark)

Unter der Gebäudeerschließung versteht man im Allgemeinen die Zugangswege wie Flure und Treppenhäuser einschließlich der Eingangsbereiche (Entrée), also alle Bauteile und Räume, über die die einzelnen Nutzungseinheiten wie Wohnungen oder Büros in horizontaler oder vertikaler Richtung erreicht werden können. Auch Ver- und Entsorgungswege für Anlieferungen, Müllentsorgung etc. sowie Feuerwehrzufahrten gehören zur Erschließung.
In zentralen Erschließungskernen werden zudem Steigleitungen, Elektroleitungen und Lüftungskanäle untergebracht, die der technischen Erschließung eines Gebäudes dienen. Um im Gebäudeinneren möglichst große flexibel nutzbare Flächen zu erhalten, werden in manchen Gebäude die Erschließungskerne am Rand oder außerhalb der Nutzflächen angeordnet, in Sonderfällen sogar außerhalb der Gebäudehülle, wie etwa im Centre Pompidou oder dem 2022 fertiggestellten Ikea-Gebäude am Wiener Westbahnhof.
Zuwege, Zufahrten sowie Leitungswege außerhalb des Gebäudes gehören zur Erschließung auf dem Grundstück.

## Horizontale und vertikale Erschließung

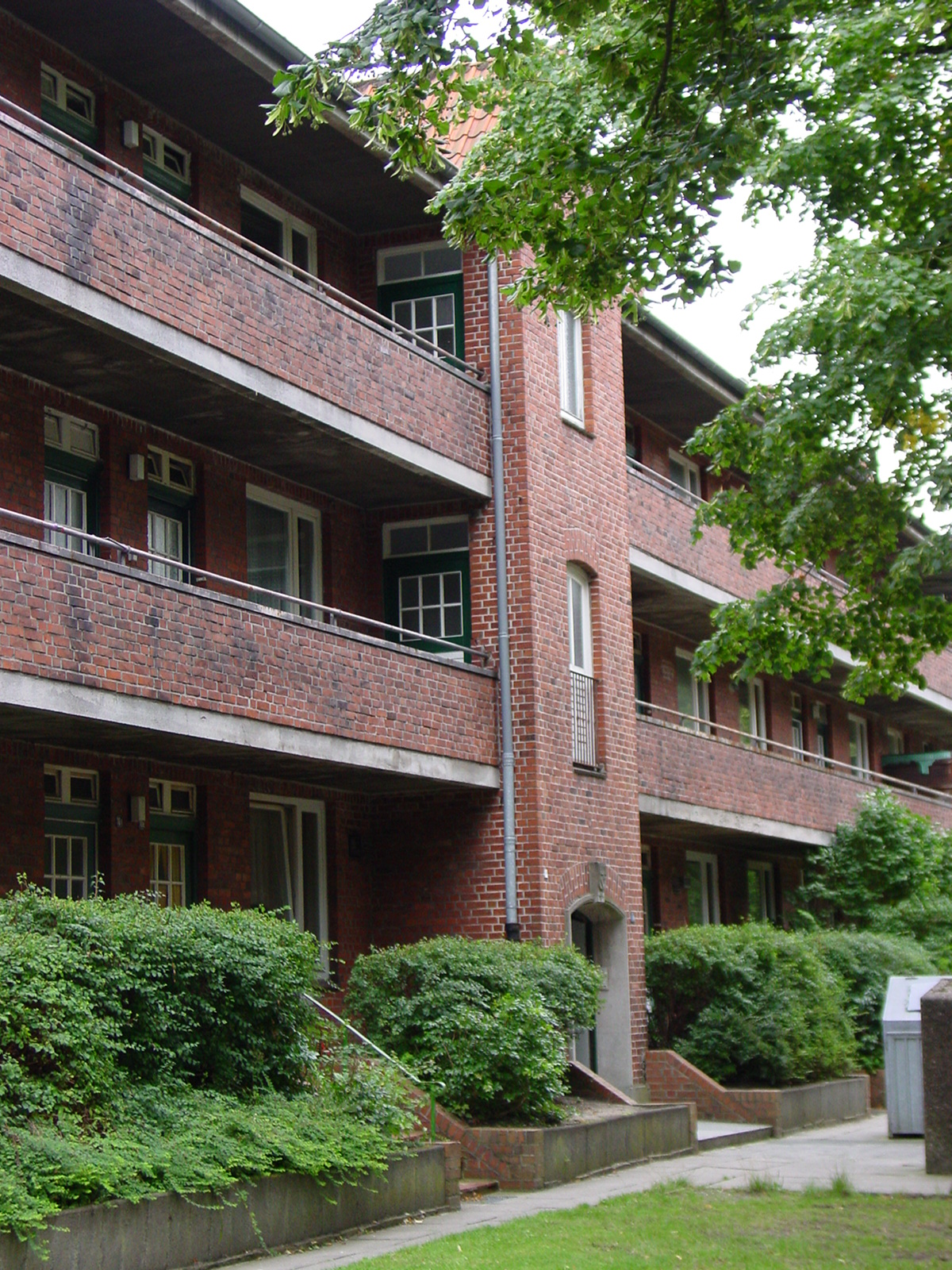
Treppenhaus und Laubengänge an der Außenseite eines Miethauses (Kocksiedlung, Neumünster)

Die Elemente der Gebäudeerschließung lassen sich in horizontale und vertikale Elemente gruppieren. Horizontale Elemente ermöglichen das Erreichen aller Räume auf einer durchgehenden Ebene, vertikale Elemente ermöglichen den Zugang zu allen Geschossen. Um insgesamt einen optimalen Verkehr in einem Gebäude zu gewährleisten, sind die horizontalen und vertikalen Erschließungswege möglichst eng miteinander verknüpft.
Elemente der horizontalen Erschließung:
- Entrée, Vestibül, Foyer, Lobby und Ähnliches
- Korridor
- Hausflur oder Diele
- Galerie
- Laubengang
- Enfilade
- Atrium

Elemente der vertikalen Erschließung:
- Treppe, Fluchttreppe
- Rampe
- Rolltreppe
- Aufzugsanlage
- Paternosteraufzug

Als Sonderformen können Leitern angeführt werden, die meistens nur in nicht-öffentlichen Bereichen von Gebäuden der vertikalen Erschließung dienen, sowie Rutschstangen in Feuerwachen, die einen schnellen Wechsel der Geschossebene von oben nach unten ermöglichen. Der Fahrsteig kann je nach Bauweise entweder der horizontalen oder der vertikalen Erschließung dienen.

## Wohnungsbau
Im Wohnungsbau unterscheidet man verschiedene Typen der horizontalen Erschließung: Ein-, Zwei-, Drei- und Mehrspänner, je nach Anzahl der Nutzungseinheiten, die pro Geschoss erschlossen werden. Die Erschließung erfolgt in den meisten der folgenden Beispielen jeweils über ein Treppenpodest.

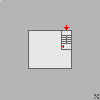
Einspänner
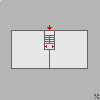
Zweispänner
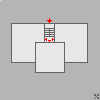
Dreispänner
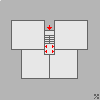
Vierspänner
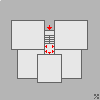
Fünfspänner
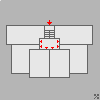
Sechsspänner
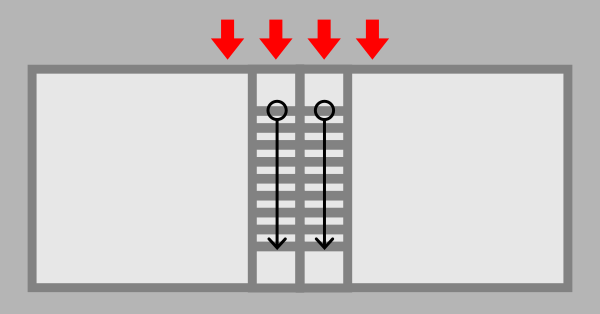
Amerikanische Erschließung mit 4 separaten Haustüren (2 Wohnungen pro Etage)

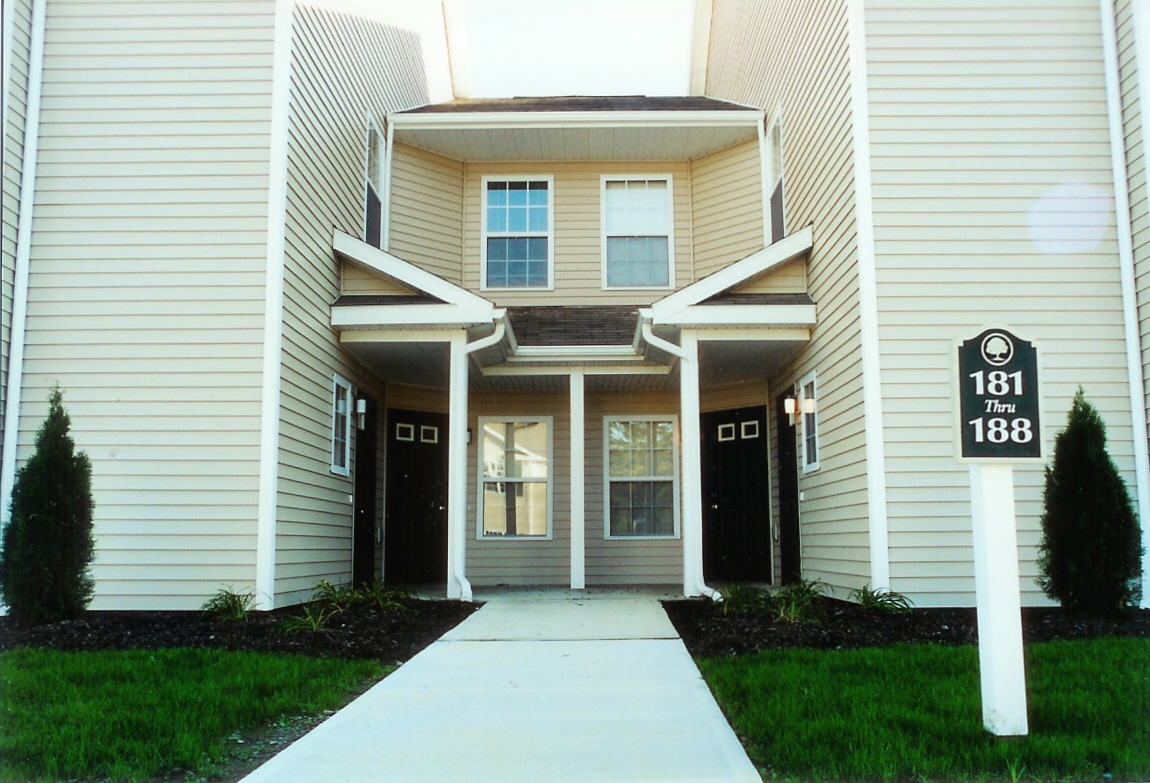
Individuelle Eingänge zu den vier Einheiten eines amerikanischen Mehrparteienhauses

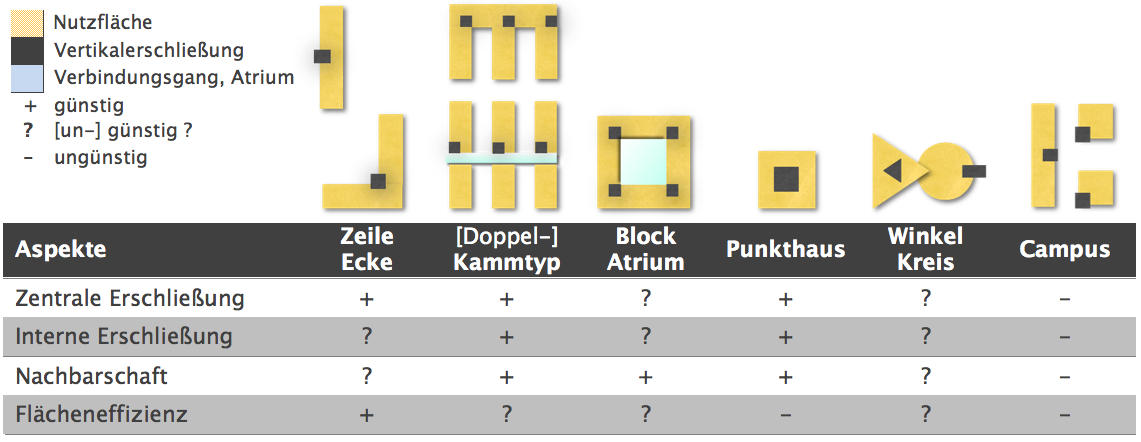
Bürohaustypologien mit Erschließungswegen

In den Vereinigten Staaten sind daneben auch (meist zweigeschossige) Mehrparteienhäuser verbreitet, deren Einheiten jeweils eigene Hauseingänge haben. Die Obergeschosswohnungen sind in diesem Falle entweder über eine (eigene) Außentreppe oder über eine Innentreppe zugänglich, die sich an die (eigene) Haustür anschließt. Zu den Vorteilen dieser Bauweise zählen die bessere Flächenausnutzung und ein erhöhtes Gefühl von Privatheit; allerdings sind die Häuser meist weder unterkellert noch bieten sie begehbaren Dachbodenraum.

## Planung
Die Erschließung ist eines der wesentlichsten Elemente der Gebäudeplanung. Die Funktionalität und Nutzbarkeit eines Gebäudes hängen von seiner Erschließung ab. Bei der Planung sind unterschiedlichste Parameter zu beachten, unter anderem:
- Grundstück: Größe und Zuschnitt, Orientierung, Art und Maß der baulichen Nutzung;
- Gebäude: Höhe, zu erwartendes Verkehrsaufkommen, vorbeugender Brandschutz, Baukosten.

Da die Erschließungswege im Brandfall meist auch zur Evakuierung dienen, sind zahlreiche planungsrechtliche Vorgaben und baurechtliche Vorschriften zu beachten, aus dem Baugesetzbuch, den Landesbauordnungen, den DIN-Normen und sonstigen Ausführungsvorschriften.